# HaDugmaniyot
HaDugmaniyot (anche: HaDugmaniot, in ebraico: הדוגמניות) è un reality show israeliano, basato sul format statunitense America's Next Top Model, in onda su Channel 10.
Lo show vede confrontarsi alcune ragazze, aspiranti modelle, per determinare la vincitrice di un contratto con l'agenzia di modelle di Tel-Aviv, la Yuli Models, e la possibilità di entrare nel mondo della moda. Lo show è presentato da Galit Gutman, uno dei più influenti e di maggior successo della televisione israeliana.

## Edizioni
| Edizione | Première         | Vincitrice        | Seconda arrivata | Altre concorrenti | Numero di concorrenti | Destinazione internazionale |
| -------- | ---------------- | ----------------- | ---------------- | --- | --------------------- | --------------------------- |
| 1        | 21 febbraio 2005 | Victoria Katzman  | Liat Bello       | Alex Chazin & Daniella Peri & Sivan Marciano & Raheli Takala, Maya Tal, Angel Ogasta, Adi Strod & Alexandra Sherman, Olga Lopatin, Meitar Amos, Ines Halif, Netta Karisi, Evelin Piotrowska, Liat Ben-Rashi | 16                    | Nessuna                     |
| 2        | 11 gennaio 2006  | Niral Karantinaji | Natali Sabag     | Liat Pedlon & Hila Chansky, Polly Bendal, Naomi Zilber, Ira Simonov, Sharon Markovich, Mor Rimi, Keren Goltz, Michelle Lourie, Alisia Estrin & Christin Fridman, Mimi Tadesa                                | 14                    | Milano                      |
| 3        | 8 febbraio 2008  | Ella Mashkautzen  | Sasha Taptikov   | Shir Ezran, Alina Reifa, Anastasia Bokanova, Limor Eliyahu, Liliana Sotnikov, Karin Cohen, Katya Gur, Tslil Sela & Natali Dadon, Rita Os                                                                    | 12                    | Parigi Antalya              |